# 伊豆市立修善寺東小学校
伊豆市立修善寺東小学校（いずしりつ しゅぜんじひがししょうがっこう）は、静岡県伊豆市本立野にある公立小学校。

## 沿革
- 1873年（明治6年） - 「第1大学区足柄県管内第30番中学区66番小学校」設立[1]。
- 1874年（明治7年） - 「65番小学校」と称す[1]。
- 1886年（明治19年） - 「本立野尋常小学校」と称す[1]。
- 1890年（明治23年） - 「下狩野尋常小学校」と称す[1]。
- 1947年（昭和22年） - 学制改革により「下狩野村立下狩野小学校」と改称[1]。
- 1956年（昭和31年） - 町村合併により「田方郡修善寺町立修善寺東小学校」と改称[1]。
- 2004年（平成16年） - 町合併により「伊豆市立修善寺東小学校」と改称[1]。